# Extensivwiesen um Ruhpolding
Die Extensivwiesen um Ruhpolding sind ein FFH-Gebiet im oberbayerischen Landkreis Traunstein. Sie befinden sich überwiegend im Gemeindegebiet von Ruhpolding, zwei der Teilflächen liegen aber auch in Eisenärzt (Gemeinde Siegsdorf). Sie werden vom Bayerischen Staatsministerium für Umwelt und Verbraucherschutz betreut.

## Geschichte
Das unter Natura 2000 fallende FFH-Gebiet der Extensivwiesen um Ruhpolding wurde im November 2004 unter der Kennungsnummer 8241-371 und der WDPA-ID 555522198 eingerichtet. Seit März 2008 fungieren die Extensivwiesen auch als Gebiet gemeinschaftlichen Interesses (SCI-Gebiet – Englisch Site of Community Importance) und werden ferner seit 2009 als Vogelschutzgebiet (SPA-Gebiet) geführt. Seit April 2016 gelten sie auch als SAC-Gebiet (Englisch Special Areas of Conservation).

## Lage
Das 103,12 Hektar große FFH-Gebiet (auch 108,1 Hektar werden angegeben) ist nicht zusammenhängend und gliedert sich in 9 Teilflächen. Diese liegen in folgenden Ortsteilen:
- Bucheck – Gemeinde Siegsdorf (Lage)
- Gschwend – Gemeinde Siegsdorf (Lage)
- Lohen – Gemeinde Ruhpolding (Lage)
- Vordermiesenbach – Gemeinde Ruhpolding (Lage)
- Obergschwendt – Gemeinde Ruhpolding (Lage)
- Hinterreit – Gemeinde Ruhpolding (Lage)
- Maiergschwendt – Gemeinde Ruhpolding (Lage)
- Geiern – Gemeinde Ruhpolding (Lage)
- Glockenschmied – Gemeinde Ruhpolding (Lage)

- Karte mit allen Koordinaten:
- OSM |
- WikiMap

## Einführung

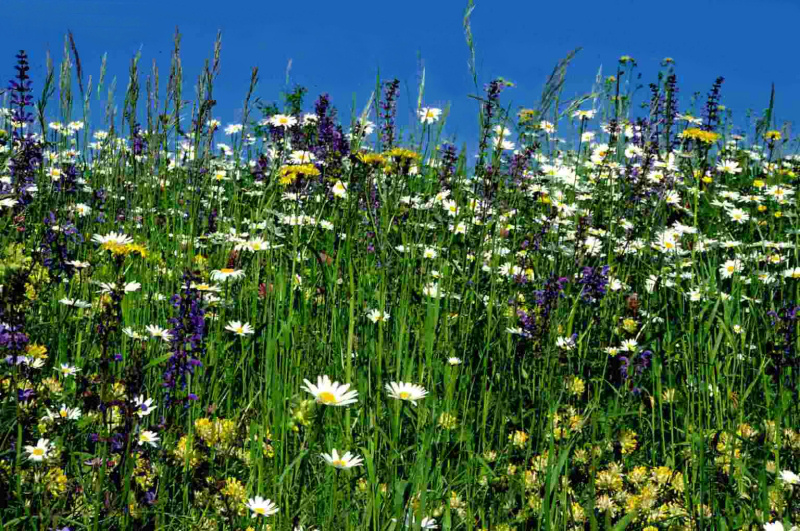
Flachland-Mähwiese (Kennnummer 6510)

Die Umgebung von Ruhpolding birgt eine der wenigen verbliebenen, großflächig zusammenhängenden Bereiche mit mageren Flachland-Mähwiesen, die in den bayerischen Alpen und Voralpen noch erhalten sind. Die wichtigen Kernbereiche wurden im FFH-Gebiet zusammengefasst. Zusätzlich werden die Bestände durch ihre teilweise enge Nachbarschaft zu Kalkflachmooren aufgewertet.

## Beschreibung
Das FFH-Gebiet der Extensivwiesen um Ruhpolding befindet sich in einer alpinen Region mit Höhenlagen von 650 bis 800 Metern und besteht aus artenreichen Grünland-Gesellschaften im Hochtal der Weißen Traun. Die Teilflächen liegen an den unteren Hängen des Ruhpoldinger Talkessels. Das Landschaftsbild wird durch weiche, sanft wellige Kuppen und Rücken und mäßig steile Hangflächen bestimmt. Sie bilden einen Wiesengürtel zwischen dem geschlossenen Siedlungsgebiet von Ruhpolding und den bewaldeten Berghängen. Einzelne Gehöfte und kleinere Weiler sowie kleine Waldinseln sind eingestreut.
Die mit 54,71 Hektar überwiegenden Offenlandbereiche sind durch ausgedehnte magere Flachland-Mähwiesen geprägt, die kleinflächig in Berg-Mähwiesen übergehen. Diese artenreichen und blumenbunten Wiesengesellschaften erreichen hier eine Flächendichte, die mit rund 49 % Anteil am gesamten FFH-Gebiet, auch für den bayerischen Alpen- und Voralpenraum ungewöhnlich hoch ist. Ihr besonderer naturschutzfachlicher Wert wird durch einen Anteil von rund 90 % sehr guter und guter Erhaltungszustände unterstrichen. Insbesondere in der Teilfläche Hinterreit stehen diese Wiesen in engem Kontakt mit wertvollen Kalkflachmooren.
Die landwirtschaftliche Nutzung in diesem Gebiet ist heute ausschließlich Grünlandwirtschaft. Große Flächen werden gemäht, zum Teil extensiv, zum Teil aber auch als intensive Mehrschnittwiesen. Insbesondere in den etwas abseits gelegenen Teilflächen (Bucheck, Gschwend und Glockenschmied) werden bedeutende Bereiche inzwischen nur noch beweidet, teils mit Rindern, teils mit Pferden.

## Lebensraumtypen
Das FFH-Gebiet umfasst in seinen neun Teilflächen folgende Lebensraumtypen (LRT):
- Hochstaudenfluren (0,31 Hektar – Kennnummer 6430),
- Magere Flachland-Mähwiesen (47 Hektar bzw. 50,34 Hektar – Kennnummer 6510),
- Berg-Mähwiesen (2,62 Hektar – Kennnummer 6520),
- Kalkreiche Niedermoore (Kalkflachmoore – 3 bzw. 1,42 Hektar – Kennnummer 7230) und
- Weichholzauwälder mit Erlen (Alnus glutinosa), Eschen (Fraxinus excelsior) und Weiden (Salix alba) – (0,23 Hektar – Kennnummer 91EO).

Die einzelnen Teilflächen können durchaus sehr unterschiedlich zusammengesetzt sein.
Die Mageren Flachland-Mähwiesen, gekennzeichnet durch Wiesen-Fuchsschwanz (Alopecurus pratensis) und Großer Wiesenknopf (Sanguisorba officinalis), überwiegen eindeutig und können ihrerseits wiederum in drei Typen unterteilt werden:
- eigentliche Flachland-Mähwiesen (47 bzw. 50,34 Hektar – Kennnummer 6510),
- Flachland-Mähwiesen mit Anteilen von Kalkmagerrasen (Kalk-(Halb-)Trockenrasen und ihre Verbuschungsstadien mit teils orchideenreichen Beständen, gekennzeichnet durch Schwingel (Festuca) und Aufrechte Trespe (Bromus erectus) – 1 bzw. 0,02 Hektar – Kennnummer 6210) und
- Flachland-Mähwiesen mit Anteilen von Kalkreichem Niedermoor (1,42 Hektar – Kennnummer 7230).

### LRT 6210 Kalktrockenrasen
Dieser Lebensraumtyp tritt nur innerhalb der Teilfläche Vordermiesenbach auf. Er beinhaltet kalkliebende Trocken- und Halbtrockenrasen an wärmebegünstigten Standorten. Hierbei handelt es sich ausschließlich um sekundäre, durch extensive Beweidung oder Mahd entstandene Halbtrockenrasen. Bei Nutzungsaufgabe verbuschen diese meist in wenigen Jahren. Das Einwandern von Saumarten wird dann begünstigt.

### LRT 6430 Feuchte Hochstaudenfluren
Der Lebensraumtyp umfasst feuchte Hochstaudenfluren an nährstoffreichen Standorten von Gewässerufern und Waldrändern. Bei den Standorten handelt sich in der Regel um ungenutzte oder allenfalls sporadisch gemähte Flächen. Im FFH-Gebiet ist der Lebensraumtyp nur kleinflächig ausgebildet und die Bestände sind artenarm.

### LRT 6510 Magere Flachland-Mähwiesen
Dieser Lebensraumtyp nimmt sowohl flächenbezogen als auch die Anzahl betreffend, den mit Abstand größten Anteil innerhalb des FFH-Gebietes ein. Magere Flachland-Mähwiesen sind artenreiche Grünlandgesellschaften der Glatthaferwiesen, die ohne Nutzung, aber auch bei zu intensiver Nutzung rasch verschwinden. Charakteristische Pflanzenarten sind Magerwiesen-Margerite, Großer Klappertopf und Wiesen-Pippau. Es handelt sich hierbei fast durchwegs um arten- und blütenreiches, extensiv bewirtschaftetes Grünland auf meist nährstoffreichen und mäßig feuchten Böden. Teilweise werden die Flächen zwei- bis dreischürig (überwiegend) genutzt, oft werden sie aber auch beweidet oder es findet eine Mähweidenutzung (selten) statt.

### LRT 6520 Berg-Mähwiesen
Der Lebensraumtyp beinhaltet artenreiche, extensiv bewirtschaftete, mäßig nährstoffreiche Goldhaferwiesen der montanen Stufe in verschiedenen regionalen Ausbildungen und Varianten. Die Berg-Mähwiesen unterscheiden sich in der Artausstattung durch die Anwesenheit von Kennarten wie Große Sterndolde, Weichhaariger Pippau und Ährige Teufelskralle. Sie treten nur kleinflächig bei Lohen, Hinterreit und Maiergschwendt auf. Allerdings befindet sich das gesamte FFH-Gebiet, wegen seiner Höhenlage und den klimatischen Bedingungen, im Übergangsbereich zwischen den beiden Mähwiesentypen. Dadurch kommt es teilweise zu fließenden Übergängen.

### LRT 7230 Kalkreiche Niedermoore
Unter diesem Lebensraumtyp finden sich kalkreiche Niedermoore und Kleinseggenwiesen aus meist niederwüchsiger Seggen- und Binsenvegetation. Dies sind im Wesentlichen Davallseggenriede und Mehlprimel-Kopfbinsenriede auf basenreichen, nass-feuchten, nährstoffarmen bis mäßig nährstoffreichen Standorten mit hohen Grundwasserständen. In geringem Umfang bereichern auch kleinflächige Rieselfluren das Spektrum. Alle Bestände sind empfindlich gegen Nährstoffeintrag und Nutzungsaufgabe. Vertreten ist dieser Lebensraumtyp in den Teilflächen Lohen, Vordermiesenbach, Hinterreit und Maiergschwendt. Charakteristische Arten sind Breitblättriges Knabenkraut und Breitblättriges Wollgras.

### LRT 91E0 Weichholzauwälder mit Erlen, Esche und Weiden
Dieser Lebensraumtyp umfasst fließgewässerbegleitende Wälder, die durch die Vorherrschaft von Erlen, Weiden oder Eschen gekennzeichnet sind. Ein Beispiel findet sich in der Teilfläche Hinterreit oberhalb der Zeller Quelle.

## Erhaltungs- bzw. Wiederherstellungsmaßnahmen

### LRT 6210 Kalkmagerrasen, LRT 6510 Magere Flachland-Mähwiesen und LRT 6520 Berg-Mähwiesen
Die vorhandenen Flächen sollten langfristig extensiv und dem Lebensraumtyp entsprechend genutzt werden. Das bedeutet den Verzicht auf Gülle-Düngung, dafür mäßige Festmist-Düngung, zweischürige bis maximal dreischürige Mahd und unter Umständen eine kurze Nachbeweidung. Der erste Schnitt sollte nach der ersten Hochblüte im Mai erfolgen. Bei Flächen, die aktuell beweidet werden, sollte geprüft werden, ob eine Umstellung auf eine zweischürige Mahd, gegebenenfalls in Verbindung mit einer kurzzeitigen Nachbeweidung im Herbst, möglich ist. Auf sehr nährstoffreichen Standorten empfiehlt sich der Verzicht auf jegliche Düngung. Durch drei Schnitte, wobei der erste im Mai erfolgen sollte, können die Flächen ausgemagert und der Anteil an lebensraumtypischen Kräutern erhöht werden. Anzustrebenswert ist, verbrachende Flächen, die oft aufgrund ihrer Steilheit schwer zu bewirtschaften sind und deshalb nicht mehr genutzt werden, zumindest gelegentlich zu mähen. In der Regel sollte vorher der Gehölzaufwuchs ausgelichtet werden. Der Kalkmagerrasen-Anteil einer gemähten Parzelle sollte zusammen mit der artenreichen Flachland-Mähwiese in der bisherigen Weise, nämlich zweischürige Mahd und Düngeverzicht, gepflegt werden.

### LRT 6430 Feuchte Hochstaudenfluren
Es ist anzustreben, dass Flächen durch gelegentliches Auflichten des Gehölzaufwuchses gepflegt und so dauerhaft erhalten werden. Gehölzablagerungen sollten entfernt werden.

### LRT 7230 Kalkreiche Niedermoore
Größere Lebensraumtypflächen mit gutem Erhaltungszustand und zahlreichen selten und gefährdeten Arten werden als Streuwiesen mit einem Mahdtermin im Spätsommer bis Herbst und unter Verzicht auf Düngung gepflegt. Diese Bewirtschaftungsform sollte erhalten bleiben. Auf eine Beweidung sollte generell verzichtet werden. Es ist anzustreben, dass verbrachte Flächen durch Auflichten des Gehölzaufwuchses und gelegentliche Mahd im Sommer wieder gepflegt und so dauerhaft erhalten werden. Auf allen Lebensraumtypflächen muss eine Nährstoffeinbringung über Düngung unterbleiben.

### LRT 91E0 Weichholzauwälder mit Erlen, Esche und Weiden
Wünschenswert ist die Fortführung und Weiterentwicklung der bisherigen naturnahen Behandlung, wobei insbesondere die lebensraumtypischen Baumarten (Grau-Erle, Weiden, Gewöhnliche Traubenkirsche) gefördert werden sollten. Außerdem sollte der Anteil an Biotopbäumen und Totholz erhalten, sofern möglich auch erhöht werden.

## Teilflächen

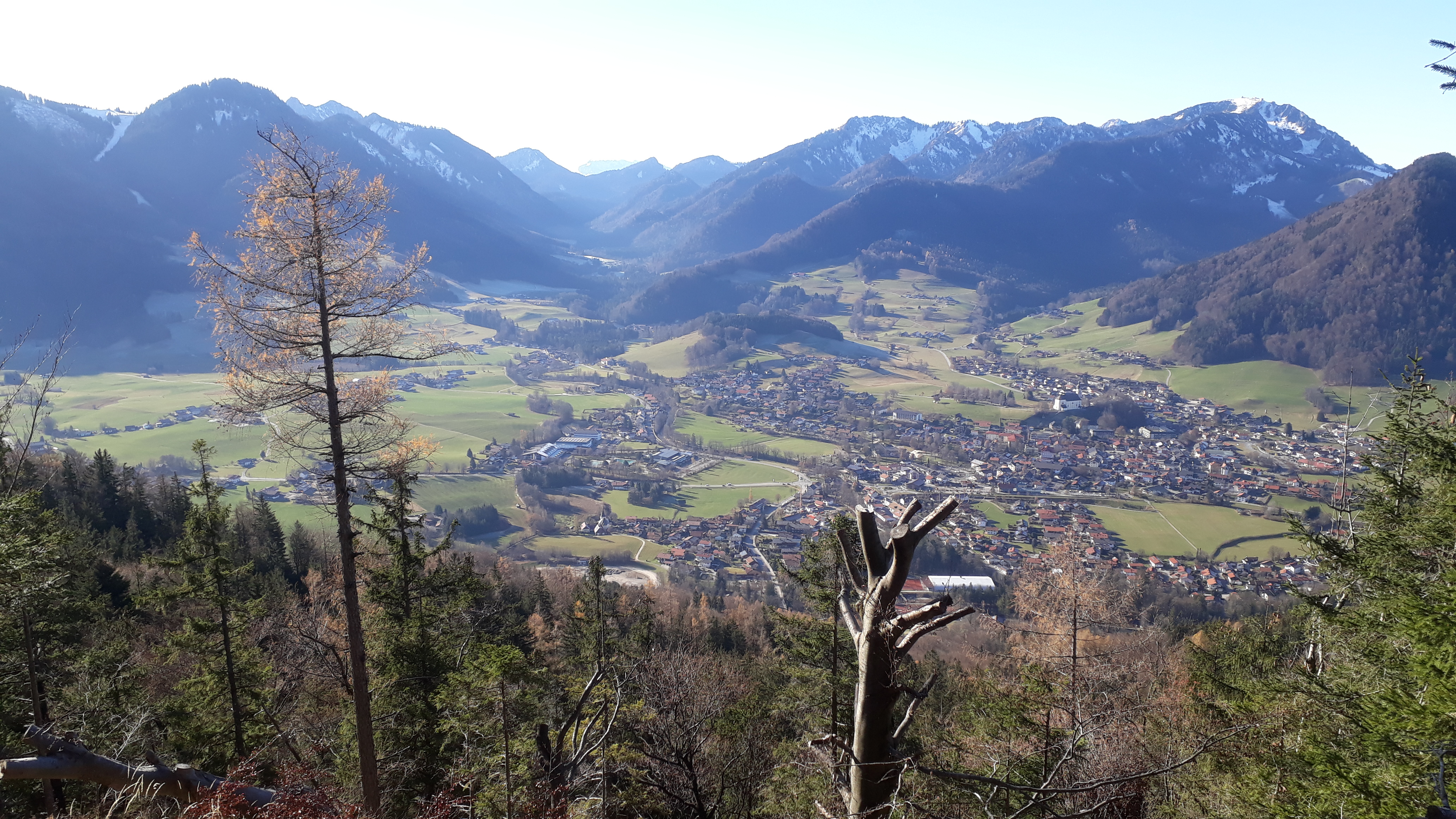
Blick vom Zeller Berg nach Südwesten in den RuhpoldingerTalkesel. Gut zu erkennen sind (Mittelgrund von links nach rechts) die Teilflächen von Geiern, Maiergschwendt, Hinterreit und Obergschwendt.

### Bucheck
Die Teilfläche Bucheck umgibt den gleichnamigen Ortsteil, der östlich von Hörgering am Nordwestabhang des Zinnkopfs gelegen ist. Die bis zu 700 Meter lange und durchschnittlich 200 Meter breite Teilfläche wird von Waldflächen umrahmt, liegt auf 650 bis 750 Meter Meerhöhe und wird von Bucheck zweigeteilt. Sie wird überwiegend von Flachland-Mähwiesen beherrscht, enthält aber auch etwas Hochstaudenfluren an der Südwestecke.

### Gschwend
Die Teilfläche Gschwend schließt sich im Osten und Südosten von Gschwend an und umringt die Ortschaft Oed weiter südlich. Auch sie wird wie Bucheck von Flachland-Mähwiesen dominiert und besitzt ebenfalls ein kleines Vorkommen an Hochstaudenfluren. Das Gebiet liegt unterhalb vom Brombichl, einem Nordwestausläufer des Zinnkopfs und misst im Durchmesser etwa 400 Meter, bei einer Höhenlage von 680 bis 730 Meter.

### Lohen
Die Teilfläche Lohen erstreckt sich auf gut 300 Meter bei einer durchschnittlichen Breite von 100 Meter nordwestlich von Lohen. Sie liegt am Talfuß des Haargaßbergs (1210 m) auf einer Höhe von 670 bis 700 Meter und wird von der Kreisstraße Eisenärzt-Ruhpolding (St 2098) ostseitig begrenzt. Die Teilfläche ist vielseitiger als die beiden vorher genannten und enthält neben Flachland-Mähwiesen auch Berg-Mähwiesen, Hochstaudenfluren und ein kalkreiches Niedermoor an seinem Westrand.

### Vordermiesenbach
Die Teilfläche Vordermiesenbach erstreckt sich im Südosten von Vordermiesenbach über 750 Meter und umschließt den Ortsteil Im Speck im Osten. Sie erreicht hier eine Breite von 400 Meter. Ihre Höhenlage bewegt sich zwischen 680 und 740 Meter. Die Teilfläche wird im Süden in etwa vom Wiedmoosgraben begrenzt und liegt am Fuß des von der Rabenmoosalm nach Nordwesten abfallenden Höhenrückens, der noch zum Zeller Berg (1065 m) gehört. Auch dieses Teilstück ist recht vielseitig und enthält neben Flachland-Mähwiesen auch Flachland-Mähwiesen mit Anteilen von kalkreichem Niedermoor, Flachland-Mähwiesen mit Anteilen von Kalkmagerrasen sowie zwei kleine kalkreiche Niedermoore.

### Obergschwendt
Die Teilfläche Obergschwendt befindet sich zwischen Obergschwendt im Süden und Am Wundergraben im Norden. Ihre Ostbegrenzung bildet die St 2098 und die von ihr kurz vor dem Steinbach abzweigende TS 43. Ihre Westbegrenzung erreicht die Waldgrenze am Hangfuß des Westerbergs (1076 m) bzw. der Platte (1178 m). Das Schutzgebiet ist in Nord-Süd-Richtung nahezu 500 Meter lang, bei einer Breite von 370 Meter. Die Höhen reichen von 670 bis 720 Meter. Enthalten sind hier nur Flachland-Mähwiesen.

### Hinterreit
Die Teilfläche Hinterreit gruppiert sich um den Ortsteil Hinterreit, schließt aber die bebauten Flächen von Hinterreit und Blicken aus. Sie reicht von der TS 43 im Osten bis hinauf zum Waldrand des Eckwalds nördlich des Haßlbergs (1117 m). Der Streifen ist in Ost-West-Richtung gut 750 Meter lang, die Breite beträgt durchschnittlich 370 Meter. Die Höhen steigen in Richtung Westen von rund 700 Meter auf 800 Meter an. Neben den mehrheitlichen Flachland-Mähwiesen sind mehrere kleinere kalkreiche Niedermoore, eine Berg-Mähwiese und ein Weichholzauwald vorhanden.

### Maiergschwendt
Die Teilfläche Maiergschwendt erstreckt sich zwischen Buchschachen im Nordosten und Maiergschwendt im Südwesten und umgürtet den Adlerhügel (772 m) hufeisenförmig auf seiner Nordseite. Ihre Westgrenze zur Teilfläche Hinterreit bildet die TS 43, im Norden reicht sie an die Von-Hertling-Straße heran. Das Schutzgebiet ist in Ost-West-Richtung gut 500 Meter lang und maximal 230 Meter breit. Es befindet sich auf einer Höhenlage von 700 bis 750 Meter und umfasst die Lebensraumtypen Flachland-Mähwiese (mehrheitlich), Berg-Mähwiese und ein kleines kalkreiches Niedermoor.

### Geiern
Die Teilfläche Geiern umringt den in etwa mittig gelegenen Ortsteil Geiern, der selbst ausgespart bleibt. Der Durchmesser des nahezu kreisförmigen Schutzgebiets beträgt 370 Meter, seine Höhenlage 710 bis 730 Meter. Es sind nur Flachland-Mähwiesen vorhanden.

### Glockenschmied
Die Teilfläche Glockenschmied liegt südlich der Ruhpoldinger Glockenschmiede und hat als Nordbegrenzung den Thoraubach. Gen Süden erreicht sie nahezu Au und die Staudigl-Hütte. Das als Reut bekannte Schutzgebiet wird im Norden etwa 370 Meter lang und weist eine Gesamtbreite von 250 Meter auf. Seine Höhenlage beläuft sich auf 710 bis 750 Meter. Auch hier sind nur Flachland-Mähwiesen zugegen.

## Artenschutz

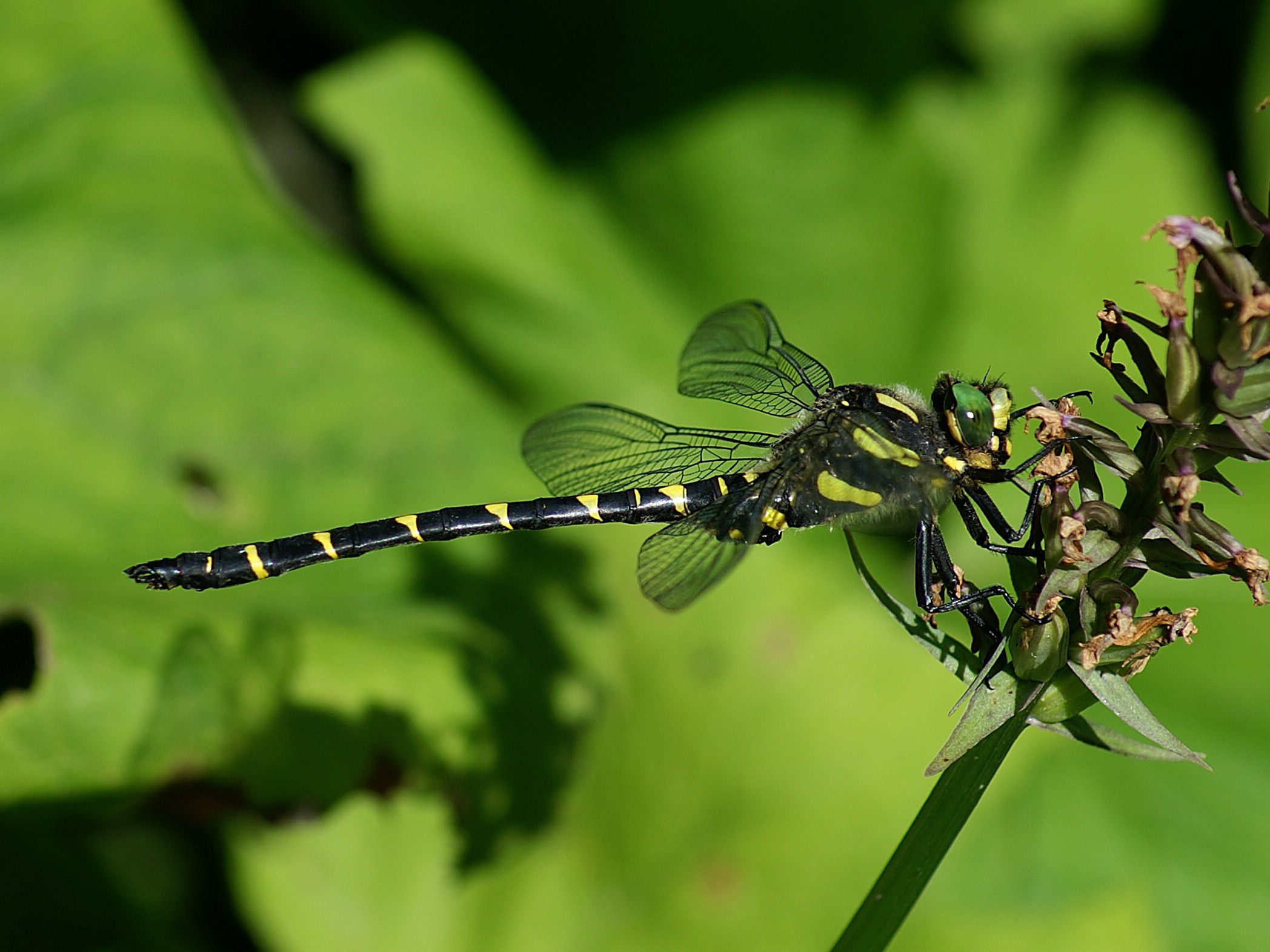
Gestreifte Quelljungfer

Im FFH-Gebiet werden folgende gefährdete bis stark gefährdete Tier- und Pflanzenarten angetroffen, die direkt vom Erhalt der Lebensraumtypflächen profitieren:
- Zweihäusige Segge (Carex dioica) – stark gefährdet
- Lappländisches Knabenkraut (Dactylorhiza lapponica) – stark gefährdet
- Traunsteiners Knabenkraut (Dactylorhiza traunsteineri) – stark gefährdet
- Gekielter Lauch (Allium carinatum) – gefährdet
- Zusammengedrücktes Quellried (Blysmus compressus) – gefährdet
- Davalls Segge (Carex davalliana) – gefährdet
- Saum-Segge (Carex hostiana) – gefährdet
- Floh-Segge (Carex pulicaris) – gefährdet
- Weichhaariger Pippau (Crepis mollis) – gefährdet
- Breitblättriges Knabenkraut ( Dactylorhiza majalis) – gefährdet
- Sumpf-Stendelwurz (Epipactis palustris) – gefährdet
- Breitblättriges Wollgras (Eriophorum latifolium) – gefährdet
- Fieberklee (Menyanthes trifoliata) – gefährdet
- Männliches Knabenkraut ( Orchis mascula) – gefährdet
- Sumpf-Herzblatt (Parnassia palustris) – gefährdet
- Gewöhnliches Fettkraut (Pinguicula vulgaris) – gefährdet
- Mehlige Schlüsselblume (Primula farinosa) – gefährdet
- Großer Klappertopf (Rhinanthus angustifolius) – gefährdet
- Rostrotes Kopfried (Schoenus ferrugineus) – gefährdet
- Spatelblättriges Aschenkraut (Tephroseris helenites) – gefährdet
- Europäische Trollblume (Trollius europaeus) – gefährdet
- Gestreifte Quelljungfer (Cordulegaster bidentata) – vom Aussterben bedroht
- Zauneidechse (Lacerta agilis)
- Nordfledermaus (Eptesicus nilssonii)

## Geologie
Die Geologie der einzelnen Standorte des FFH-Gebiets wird durch verschiedene, Kalk-, Ton-, Schluff- und Sandsteine geprägt, die aber im Talraum von Flussschottern, Auenlehm oder eiszeitlichem Moränenmaterial überdeckt werden. Stauende Gesteinsschichten führen im Zusammenspiel mit den hohen Niederschlägen im Ruhpoldinger Talkessel stellenweise zu Vermoorungen. Der überwiegend hohe Ton- und Schluffanteil und der Basenreichtum der Ausgangsgesteine begünstigt die Ausbildung tiefgründig verwitterter Böden mit hohem Ertragspotenzial, die unter den heutigen klimatischen Bedingungen eine Grünlandnutzung begünstigen.
Die einzelnen Teilflächen lassen sich geologisch wie folgt charakterisieren: Bucheck befindet sich im Ultrahelvetikum (Buntmergel-Serie), das aber durch Schuttsedimente fast vollständig maskiert wird. Gschwend liegt auf rißzeitlichen Moränenablagerungen über der hier nicht aufgeschlossenen Flyschzone. Lohen sitzt auf spät- bis postglazialen Schottern der Trauntalstufe, am Westrand erscheinen Hangschutt und Anstehndes der Allgäu-Decke (vorwiegend Hauptdolomit). Vordermiesenbach wird von den würmzeitlichen Endmoränenmaterial des Weiße-Traun-Gletschers unterlagert. Obergschwendt wird ebenfalls von Lockersedimenten dominiert – Schwemmsedimente am Wundergraben, Schuttablagerungen an den Hanglagen und Vorstoßschotter des Urschlauer-Achen-Gletschers im Tal. Die Lockersedimente überdecken hier Cenomanium (Branderfleck-Formation), aufgeschlossen nördlich und westlich von Obergschwendt. Die Verhältnisse bei Hinterreit sind durchaus ähnlich – Vorstoßschotter und Würmmoräne in den Tallagen, Hangschutt und Branderfleck-Formation in Richtung Eckwald. Genauso Maiergschwendt, wobei die Branderfleck-Formation den Adlerhügel aufbaut. Geiern liegt vollständig auf würmzeitlichem Moränenmaterial (mit Moränenwall) des Urschlauer-Achen-Gletschers. Die Teilfläche Glockenschmied schließlich zeigt Schotter und Moränenablagerungen über Unterkreide (Schrambach-Formation) und Cenomanium der Lechtal-Decke am Thoraubach sowie eine deutliche Terrasse der regressiven Trauntalstufe am Südostrand.